# Marthe (prénom)
Pour les articles homonymes, voir Marthe.
Cette page présente le prénom Marthe ainsi que ses variantes.
Marthe est un prénom féminin.

## Sens et origine du nom
Marthe est un prénom féminin français, également existant en néerlandais et norvégien. Tiré du prénom latin Martha, transcription du mot araméen martâ (מָרְתָא), féminin de mar (מר), "seigneur", le prénom Marthe signifie "seigneure", "maîtresse", "dame".
Dans l’Evangile selon Jean, Marthe de Béthanie est la sœur de Lazare de Béthanie et de Marie de Béthanie, ainsi que l'une des témoins de la résurrection de Lazare.

## Variantes
- français : Marthe
- allemand : Martha
- anglais : Martha ou Marta
- espagnol : Marta
- grec : Μάρθα
- italien : Marta
- néerlandais : Marthe
- norvégien : Marthe

## Popularité du nom
Très donné entre 1900 et 1920, le prénom est rare de nos jours.